# Probithia perichila
Probithia perichila är en fjärilsart som beskrevs av Louis Beethoven Prout 1929. Probithia perichila ingår i släktet Probithia och familjen mätare. Inga underarter finns listade i Catalogue of Life.